# Emanuel Felke
Emanuel Felke (Kläden, 1856. február 7. – München, 1926. augusztus 16.) német orvos. Az ő nevéhez kapcsolódik az íriszdiagnosztika egyik legkorábbi sikere. Az orvosi kar 1909-ben feljelentette, és bizonyítási kísérletre idézte a tiszteletest. Krefeld város kórházában 20 beteget fektettek egy elkülönített kórterembe úgy, hogy a szemükön kívül teljesen le voltak takarva. Felke nem ismerte őket, az orvosi bizottság azonban ismerte a betegek kórtörténetét. Felke egy kézi nagyítóval – mely csupán 2-3-szoros nagyításra volt képes – megvizsgálta valamennyiük szemét, s a véleményét összehasonlították a „hivatalos” diagnózisokkal. Ezek 15 esetben teljesen, háromban megközelítően megegyeztek. Két esetben Felke mást diagnosztizált, s megjegyezte, hogy ezek közül az egyik páciens életét csak egy sürgős sebészi beavatkozás mentené meg. Ezt a beteget orvosai veszélyen túl lévő gyógyulónak nyilvánították. A beteg néhány nap múlva meghalt. A boncolás Felke diagnózisát igazolta.